# Saint-Sève
Saint-Sève egy francia település Gironde megyében az Aquitania régióban. Lakosainak száma 251 fő (2022. január 1.).

## Adminisztráció
Polgármesterek:
- 2008–2014 Christophe Géry
- 2014–2020 Christophe Rault

## Demográfia
| Lakosok száma | 175  | 150  | 177  | 205  | 230  | 245  | 254  | 251  | 249  | 251  |
|               | 1968 | 1982 | 1990 | 2006 | 2013 | 2015 | 2017 | 2019 | 2020 | 2022 |